# Warnice (powiat pyrzycki)
Warnice (niem. Warnitz) – wieś w Polsce położona w województwie zachodniopomorskim, w powiecie pyrzyckim, w gminie Warnice, przy drodze wojewódzkiej nr 106 Rzewnowo - Stargard - Pyrzyce.
W latach 1975–1998 miejscowość należała administracyjnie do województwa szczecińskiego.
Miejscowość jest siedzibą gminy Warnice. Na terenie wsi znajduje się Gimnazjum im. Noblistów Polskich oraz Szkoła Podstawowa im. Kawalerów Orderu Uśmiechu.
Warnice to dawna posiadłość biskupów kamieńskich, wzmiankowana w 1305 r. W 1846 zbuntowani chłopi protestując przeciwko wyzyskowi właściciela majątku podpalili pałac. 
Około roku 1947 wieś została włączona realizowanego pod egidą Głównego Urzędu Planowania Przestrzennego w Warszawie  programu budowy wsi doświadczalnych w ramach powojennej odbudowy obszarów wiejskich. W ramach programu zrealizowano prace studialne, projektowe i - częściowo - wdrożeniowe. 

## Zabytki
- późnogotycki kościół par. pw. św. Józefa[4], kamienno-ceglany, salowy z początku XVI w., zniszczony w 1945, odbudowany w 1976. Północna ściana szczytowa ozdobiona sterczynami i ostrołukowymi blendami, ściani szczyt regotyzowany w XIX w. z ostrołukowym portalem wejściowym podzielony lizenami i gzymsami na kilkanaście kolistych i ostrołukowych blend. Niska, masywna wieża o nietypowym układzie dekoracji, partie przyziemia znaczą trójpolowe blendy, powyżej elewacje są gładkie[5]. Wnętrze pokryte płaskim modrzewiowym stropem. W oknach prezbiterium współczesne witraże według projektu Joanny Spychalskiej. W kościele znajduje się romańska chrzcielnica z XIII w., z kościoła pw. Miłosierdzia Bożego w Parlinie.
- dawne tereny dworsko-folwarczne (w pobliżu kościoła) ze skromnym dworem, bezstylowym z połowy XIX w. wybudowanym na fundamentach starszego, spalonego w 1848 podczas Wiosny Ludów i oficyną z ok. 1920, a obok pozostałość parku o pow. 4 ha. W parku cenny starodrzew, a także okazy fiołka wonnego, przebiśniegów, sasanki i bluszczu[6].
- topola o obwodzie 555 cm – pomnik przyrody, który został zlikwidowany ze względu na niebezpieczeństwo, które stwarzał stojącemu obok budynkowi mieszkalnemu, znajdowała się w pobliżu cmentarza[7].